# Сперанца, Роберто
Роберто Сперанца (итал. Roberto Speranza; род. 4 января 1979, Потенца) — итальянский политик, член Демократической партии (до 2017 года), лидер партийной фракции в Палате депутатов Италии (2013—2015), секретарь левой социал-демократической партии «Первая статья — Демократическое и прогрессивное движение» (с 2017). Министр здравоохранения Италии (2019—2022).

## Биография
Окончил научный лицей имени Галилео Галилея в Потенце, тогда же занялся политикой, возглавив региональное отделение «Молодых левых», молодёжной организации партии «Левые демократы», в Базиликате. Позднее окончил Международный свободный университет общественных наук (LUISS) в Риме, впоследствии получил докторскую степень, защитив работу по истории Средиземноморской Европы. Стал лидером «Молодых левых», в 2004 году вернулся в Потенцу и был избран в коммунальный совет по списку левых демократов. В 2009 году назначен асессором по урбанистике, но предпочёл дальнейшему продвижению по государственной службе партийную карьеру. Неожиданно для многих победил на выборах секретаря региональной организации Демократической партии в Базиликате, обойдя опытных соперников: мэра Матеры Сальваторе Аддуче и несколько раз занимавшего должность регионального асессора Эрминио Рестайно (Erminio Restaino).
В 2012 году на выборах лидера ДП поддержал кандидатуру Пьера Луиджи Берсани. В 2013 году избран в Палату депутатов Италии, возглавив партийный список в Базиликате. 19 марта 2013 года избран лидером фракции ДП в Палате депутатов.
15 апреля 2015 года в знак несогласия с проектом нового избирательного закона «Италикум», поддержанного руководством ДП и правительством Ренци, ушёл в отставку с должности лидера фракции.
25 февраля 2017 года Сперанца и губернатор Тосканы Энрико Росси основали внутри Демократической партии группу Первая статья — Демократическое и прогрессивное движение (учредители имели в виду статью 1 Конституции Италии, которая гласит: l’Italia è una repubblica fondata sul lavoro, то есть — «Италия есть республика, основанная на труде»), целью которого объявлено обновление левоцентристского политического спектра Италии, с намерением представить левую альтернативу политическому курсу Маттео Ренци на будущем партийном съезде.
28 февраля 2017 года в Палате депутатов создана собственная фракция движения, в которую перешли 37 депутатов из фракций Демократической партии и «Гражданского выбора». В Сенате численность фракции достигла 14 человек.
В апреле 2017 года Сперанца стал секретарём «Первой статьи», оформившейся в самостоятельную политическую партию.
4 марта 2018 года пошёл на очередные выборы в Палату депутатов как кандидат от левого блока «Свободные и равные» в Тоскане и добился успеха.

### Деятельность во втором правительстве Конте (2019—2021)
4 сентября 2019 года получил портфель министра здравоохранения при формировании второго правительства Джузеппе Конте, и
5 сентября новый кабинет принёс присягу.
22 февраля 2020 года объявлено о первой в Италии смерти заражённого коронавирусом SARS-CoV-2, общее количество инфицированных на эту дату составило 20 человек. Сперанца заявил о своей уверенности в способности итальянской системы здравоохранения предотвратить развитие событий по худшему сценарию.
23 февраля 2020 года впервые в истории Италии постановлением правительства введён карантин десяти городов в местности Лодиджано (Ломбардия) и одного населённого пункта в провинции Падуя.
24 февраля Сперанца назначил члена исполнительного комитета Всемирной организации здравоохранения Вальтера Риччарди ответственным за поддержание контактов Италии с международными организациями здравоохранения.
4 марта 2020 года принято постановление правительства о прекращении занятий в школах и университетах по всей Италии с 5 до 15 марта, хотя эксперты управления гражданской обороны сочли эту меру недостаточной (3 марта научная комиссия рекомендовала правительству отменить на месяц все спортивные мероприятия).
По состоянию на 6 марта 2020 года общее количество инфицированных превысило цифру 4600 человек, при этом 197 больных умерли, а 527 излечились. Решением правительства 20 тысяч работников системы здравоохранения в чрезвычайном порядке направлены на борьбу с эпидемией.
В ночь на 7 марта специальным решением правительства на период до 23 марта приостановлена работа судов и прокуратуры, а режим ограничений планируется продлить до 31 мая.
8 марта постановлением правительства на период до 3 апреля запрещён въезд и выезд из Ломбардии, а также 14 провинций других северных областей.
По состоянию на 9 марта количество инфицированных составило 7985, умерших — 463, излечившихся — 724. Постановлением правительства по всей Италии запрещены междугородние поездки при отсутствии крайней необходимости, приостановлен чемпионат Италии по футболу (Серия A), учебные заведения закрыты до 3 апреля.
По данным Управления гражданской обороны Италии на 12 марта, общее количество инфицированных COVID-19 с начала эпидемии составило 15 113, из них 1016 человек умерли, 1258 излечились.
19 марта стало известно о рекордном количестве умерших за один день — 475 (такой цифры не достигал даже Китай, ставший источником пандемии). Общее количество жертв составило 2978, уровень смертности в Италии — 8,3 %.
В конце марта количество новых инфицированных, выявленных за день, достигло максимальных значений (за 26 марта — 6153 человека, что означало увеличение общего количества на 8,3 %), но к 19 апреля этот показатель заметно снизился (3047 инфицированных, рост численности на 1,7 %). По состоянию на эту же дату зарегистрировано 23 660 умерших с начала эпидемии (смертность на уровне 13,2 %) и 47 055 излечившихся.
25 октября 2020 года постановлением правительства вновь введены санитарные ограничительные меры, вызванные наступлением второй волны коронавирусной эпидемии.
27 декабря 2020 года трём сотрудникам Национального института инфекционных болезней — медсестре Клаудии Аливернини, профессору Марии Розарии Капобьянки, поставившей пациенту первый в Италии диагноз COVID-19, и санитару Омару Альтобелли — впервые в Италии сделана инъекция вакцины BNT162b2. По словам Роберто Сперанца, в первый день вакцинации используются 9750 доз препарата, но с 28 декабря в Италию будет еженедельно доставляться 470 тысяч доз, что не означает возможности отказаться от объявленных мер социального дистанцирования.
В середине января 2021 года компания Pfizer объявила о сокращении объёма поставок на треть, в связи с чем чрезвычайный комиссар по борьбе с коронавирусной эпидемией в Италии Доменико Аркури пригрозил корпорации судебными исками (17 января компания известила итальянских партнёров о новом сокращении поставок: 18 января она выделяет Италии 53 280 доз вакцины BNT162b2 вместо ожидаемых 294 840 доз).
1 февраля 2021 года снижен уровень эпидемической опасности на большей чести территории Италии — в пятнадцати регионах вводится «жёлтый уровень» и снижаются меры социальной защиты, оранжевый уровень сохраняется в пяти: Альто-Адидже, Апулии, Сардинии, Сицилии и Умбрии.

### Деятельность в правительстве Драги (2021—2022)
13 февраля 2021 года принесло присягу правительство Драги, в котором Сперанца сохранил прежнюю должность.
14 февраля Сперанца объявил о переносе сроков открытия горнолыжных курортов на период после 5 марта ввиду новой опасности — получившей достаточное распространение британской разновидности коронавируса.
8 марта 2021 года Министерство здравоохранения Италии разрешило использовать вакцину компании AstraZeneca для лиц старше 65 лет, сохранив ограничения только для людей, страдающих от ряда патологий (вечером 8 марта в Италию доставлены 684 тысячи доз препарата).
11 марта 2021 года стало известно о приостановке на 14 дней применения вакцины AstraZeneca в Дании, а также об аналогичных действиях Норвегии и Исландии из-за подозрительных смертей привитых в этих странах, в Италии задержана одна партия препарата (№ ABV2856) после смерти на Сицилии двух сотрудников правоохранительных органов, получивших первую дозу вакцины.
19 марта 2021 года вакцина AstraZeneca полностью разрешена к использованию в Италии: её уже получили 7 366 138 человек (2 303 002 человека сделали обе инъекции), и единичные случаи тромбоза после прививки признаны Европейским агентством лекарственных средств незначительным отклонением от нормы.
8 апреля 2021 года Министерство здравоохранения Италии разослало циркуляр о разрешении использования вакцины Vaxzevria корпорации AstraZeneca для лиц в возрасте от 18 лет, но с рекомендацией применять её для лиц старше 60 лет, поскольку для них риск развития тромбоза, признанный приемлемым, всё же ниже.
22 октября 2022 года было сформировано правительство Мелони, в котором Сперанца не получил никакого назначения.